# Лавровый венок

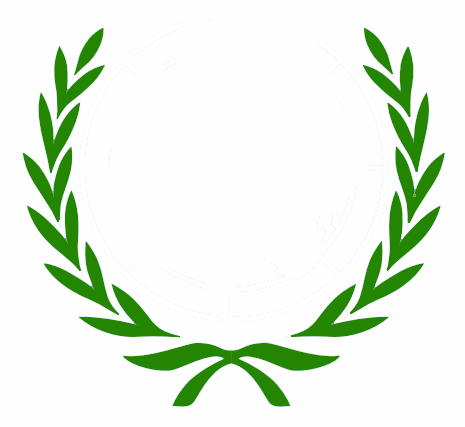
Стилизованное изображение лаврового венка

Лавро́вый вено́к, или ветвь лавра, — символ славы, победы или мира со времён Античности.
Триумфаторы надевали лавровый венок; суда победителей украшались лаврами. В торжественных случаях весь народ венчался лавровыми венками; жрецы при жертвоприношениях надевали лавровые венки. Лавр был посвящён Аполлону, в объяснение чего создался миф о Дафне; в пифийских играх лавровый венок был наградой победителю, и им же награждали «любимцев Аполлона» — поэтов. Этим отношением между Аполлоном и лавром объясняется и приписывание лавру пророческого дара: его ели жрецы, чтобы узнать будущее (лавроеды). Существовало также убеждение, что лавр спасает от молнии.
Слово «лауреат» (лат. laureatus) означает «увенчанный лавром».

## Изображения

Государственный герб Греции
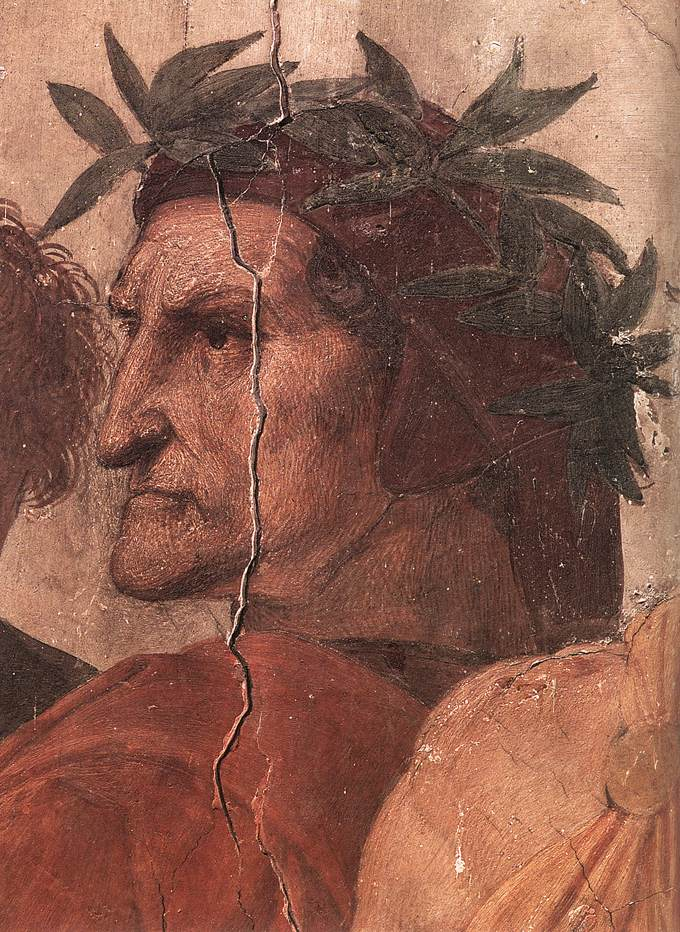
Лавровый венок на фреске Рафаэля Санти
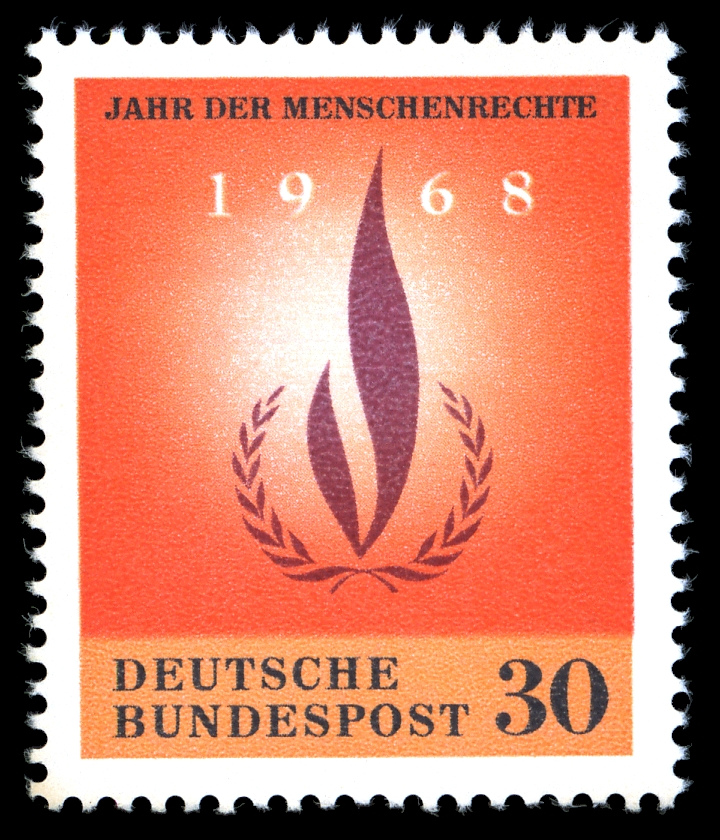
Лавровый венок на почтовой марке в Международный год прав человека — 1968 год